# Climax (film, 2018)
Pour les articles homonymes, voir Climax.
Pour plus de détails, voir Fiche technique et Distribution.
Climax est un film français écrit et réalisé par Gaspar Noé, sorti en 2018.
Le film se déroule en 1996. À l'appel d'une chorégraphe de renom, un groupe de danseurs urbains se retrouvent dans un local de répétition isolé en bordure d'une forêt, par un temps enneigé. Dans un monde sans téléphone portable ni Internet, ils répètent une dernière fois avant de s'envoler pour les États-Unis. À l'issue de la répétition, les danseurs se lancent dans une fête pour décompresser. Mais très vite, il apparaît que quelqu'un a versé une substance illicite dans la sangria qu'ils buvaient. Quand certains s'entraînent dans une transe dansante sans fin, d'autres plongent dans la démence et l'horreur.
Le film mélange plusieurs types des danses, notamment le voguing, le krump et le waacking.

## Synopsis
Au cours de l'hiver 1996, une troupe de danseurs professionnels français, dirigée par Emmanuelle et Selva, chorégraphe, se réunit dans une école rurale abandonnée pour répéter un spectacle à venir qui aura lieu aux États-Unis. Après avoir réussi à terminer une chorégraphie de danse complexe, le groupe entame une fête après le spectacle, dansant et buvant de la sangria préparée par Emmanuelle, tandis que DJ Daddy joue de la musique. Les membres de ce groupe hétéroclite ont des problèmes personnels et échangent des ragots les uns sur les autres pendant la fête.
Au fur et à mesure que la fête avance, les danseurs deviennent de plus en plus agités et confus et finissent par conclure que la sangria a été additionnée d'un hallucinogène, vraisemblablement du LSD. Ils accusent d'abord Emmanuelle, qui a préparé la boisson, mais celle-ci souligne qu'elle l'a bue et qu'elle en subit aussi les effets. Taylor, qui en veut déjà à Omar de sortir avec sa sœur Gazelle, fait remarquer qu'Omar, abstinent, n'a pas touché à la sangria et l'accuse d'être le responsable. Le groupe s'énerve et l'enferme à l'extérieur du bâtiment dans des conditions glaciales.
Emmanuelle voit son jeune fils, Tito, boire la sangria et l'enferme dans une pièce avec le tableau électrique pour le protéger des danseurs agités. Selva se rend dans la chambre de son amie Lou, qui se sent également malade bien qu'elle n'ait pas bu. Lou avoue qu'elle n'a pas bu parce qu'elle est enceinte. Dom, fortement affecté par la drogue, entre dans la chambre, accuse Lou d'avoir corsé la boisson et lui donne plusieurs coups de pied dans le ventre, ne croyant pas à sa déclaration de grossesse ; Lou, blessée, vomissant et pleurant, traverse une altercation entre Alaia et Jennifer dans la cuisine à cause du refus de Jennifer de partager sa cocaïne, au cours de laquelle les cheveux de Jennifer sont enflammés après qu'Alaia l'a poussée contre un réchaud portable.
Lou, déchaînée, affronte Dom sur la piste de danse, mais le groupe, tous fortement affectés par le LSD à ce stade, se retourne contre elle et l'accuse d'avoir corsé la boisson. Prenant d'abord un couteau pour se défendre, les railleries du groupe font craquer Lou, qui finit par se donner un coup de poing dans l'estomac et se taillader le visage et le bras avec le couteau, tandis que le groupe l'encourage à se suicider, avant d'être réconfortée par Eva.
Emmanuelle, qui a perdu la clé de la salle électrique dans laquelle Tito est enfermé, la cherche désespérément pour tenter de libérer son fils, qui crie à l'aide en raison d'hallucinations. Lorsque l'école perd soudainement l'électricité et passe à l'éclairage de secours rouge, quelqu'un crie en riant que Tito s'est électrocuté.
Ivana emmène Selva, en proie à des hallucinations, dans les couloirs, où elle croise une Eva désemparée sous la douche, essayant de laver le sang des coupures de Lou. En entrant dans la chambre d'Ivana, les deux se mettent à l'abri et commencent à faire l'amour. David les découvre et se fait mettre à la porte par Selva. David tente d'entrer dans la chambre de DJ Daddy, mais il est également expulsé. Rejeté, David rencontre Gazelle et son frère Taylor, qui commencent à faire l'amour. Gazelle fuit Taylor et trébuche dans le hall central où les autres danseurs ont sombré dans une psychose induite par la drogue, dansant sauvagement, se tordant sur le sol, ayant des rapports sexuels et s'agressant physiquement les uns les autres. Taylor rattrape Gazelle et l'emmène dans sa chambre, tandis que David est attaqué par un autre danseur qui lui frappe la tête contre le sol.
Lorsque la police arrive le lendemain matin, elle trouve tous les danseurs inconscients ou morts. Omar est probablement mort de froid à l'extérieur, tandis qu'Emmanuelle s'est suicidée de chagrin devant le local électrique. Le cadavre de Tito gît à côté de la porte ouverte de l'armoire électrique. Gazelle se réveille à côté de Taylor, semblant avoir oublié la soirée puisque Taylor lui demande de ne rien dire à leur père. Eva est recroquevillée, nue, dans la cabine de douche. Jennifer s'asperge le cuir chevelu brûlé en criant. Lou sort du bâtiment et se tortille dehors dans la neige, riant de façon incontrôlée, ayant perdu la raison.
Pendant que la police fouille l'immeuble, Psyché, qui a plusieurs livres sur les substances hallucinogènes dans son sac et qui ne semble pas souffrir du LSD, se rend dans sa chambre et se met de l'acide liquide dans l'œil.

## Fiche technique
- Titre original et francophone : Climax
- Réalisation et scénario : Gaspar Noé
- Musique : Thomas Bangalter
- Photographie : Benoît Debie
- Montage : Denis Bedlow
- Production : Vincent Maraval, Édouard Weil
- Sociétés de production : Arte Cinema, Rectangle Productions, Wild Bunch, Les Cinémas de la zone, Artemis Productions, Eskwad, KNM, Vice International
- Sociétés de distribution : Wild Bunch (France), A24 (États-Unis)
- Budget : 2 millions d'euros
- Pays de production :  France
- Langue originale : français
- Format : couleur
- Genre : drame, horreur et film de danse
- Durée : 95 minutes
- Dates de sortie :
  - France : 13 mai 2018 (Festival de Cannes 2018), 19 septembre 2018 (sortie nationale)
  - Suisse romande : 8 juillet 2018 (Festival international du film fantastique de Neuchâtel 2018), 19 septembre 2018 (sortie nationale)
  - Belgique : 21 novembre 2018
- Classification :
  - France : interdit aux moins de 16 ans

## Distribution
- Sofia Boutella : Selva
- Romain Guillermic : David
- Souheila Yacoub : Lou
- Kiddy Smile : Daddy
- Claude-Emmanuelle Gajan-Maull : Emmanuelle
- Giselle Palmer : Gazelle
- Taylor Kastle : Taylor
- Thea Carla Schøtt : Psyché
- Sharleen Temple : Ivana
- Lea Vlamos : Lea
- Alaia Alsafir : Alaia
- Kendall Mugler : Rocket
- Lakdhar Dridi : Riley
- Adrien Sissoko : Omar
- Mamadou Bathily : Bats
- Alou Sidibé : Alou
- Ashley Biscette : Ashley
- Mounia Nassangar : Mounia
- Tiphanie Au : Sila
- Sarah Belala : Sara
- Alexandre Moreau : Cyborg
- Naab : Naab
- Strauss Serpent : Strauss
- Vince Galliot Cumant : Tito

## Production

### Genèse et développement
Le film est vaguement basé sur l'histoire vraie d'une troupe de danse française des années 1990 dont la boisson alcoolisée a été dopée au LSD lors d'une after-party ; aucun autre incident n'a eu lieu lors de l'événement réel, contrairement au film,. L'idée de faire un film autour de la danse est venue à Noé fin novembre/décembre 2017, lorsqu'il a été invité dans une salle de bal vogue par Léa Vlamos (qui allait finalement faire partie de la distribution du film) : « Je n'en revenais pas de l'énergie et de la foule - et je me suis alors dit que j'adorerais filmer ce genre de personnes. J'avais aussi vu le film de David LaChapelle intitulé Rize, sur le krumping. J'ai été stupéfait par ces jeunes qui dansaient comme s'ils étaient possédés par des forces maléfiques. » Bien qu'il ait été inspiré à l'origine par la réalisation d'un documentaire sur la danse, il a eu l'idée de Climax au début du mois de janvier 2018,,. Il a utilisé des films des années 1970 comme source d'inspiration supplémentaire, notamment La Tour infernale, L'Aventure du Poséidon  et Frissons.
Il a déclaré que le film était « une histoire de personnes qui créent quelque chose ensemble et qui échouent dans la seconde moitié. C'est comme l'histoire [biblique] de la Tour de Babel. L'humanité peut créer de grandes choses. Puis, sous l'influence de l'alcool ou d'un accident, tout s'écroule. [...] Je me souviens qu'à l'âge de 14 ans, j'organisais des fêtes chez moi. J'aimais la sangria, c'est le premier alcool que j'ai bu. Mais vous n'avez vraiment pas besoin de drogues pour perdre le contrôle, l'alcool suffit amplement. J'ai vu tellement plus de bagarres liées à l'alcool - ça peut vous rendre fou ». Dans une autre interview, il a affirmé que le thème du film était « un groupe de personnes qui créent quelque chose ensemble et qui s'effondrent ». Noé, qui a consommé du LSD, a affirmé que le film traitait davantage de l'impact que la peur peut avoir sur les gens que de l'abus de drogues,. Il a également nié que le film avait une quelconque intention morale, soulignant que « ce ne sont pas nécessairement les plus agressifs qui sont punis. Il s'agit surtout d'une erreur collective ».

### Pré-production
Au début du mois de janvier 2018, Noé a eu l'idée de commencer la production de Climax tout de suite, et de réaliser le film beaucoup plus rapidement que dans les productions habituelles. Les producteurs Vincent Maraval (qui avait produit les deux précédents films de Noé, Enter the Void et Love) et Édouard Weil ont accepté, à condition que Noé fasse en sorte que la production soit très courte et qu'il la filme pour pas cher. Noé a déclaré : « Le projet s'est déroulé très rapidement. Nous avons commencé le casting et la préparation du film au début du mois de janvier [2018], et nous tournions un mois plus tard dans une école abandonnée de la banlieue parisienne. C'était le tournage le plus joyeux et le plus rapide que j'ai jamais fait. ». Il a pu trouver rapidement une équipe, composée de personnes avec lesquelles il avait déjà travaillé ou avec lesquelles il souhaitait travailler depuis longtemps. L'équipe comprend le directeur de la photographie Benoît Debie, l'assistante de réalisation Claire Cobetta et le chef décorateur Jean Rabasse,.

### Attribution des rôles
Le casting du film s'est déroulé au cours du mois de janvier 2018. La plupart des acteurs sont des danseurs sans expérience d'acteur, Noé les ayant trouvés lui-même dans des salles de bal, des battles de krumping ou sur Internet. Le vogue et le krump étant des danses essentiellement individuelles, la plupart des acteurs n'avaient aucune expérience de la danse en groupe ou de la synchronisation. Interrogé sur le processus de casting pour le film, Noé a déclaré : « Je suis allé voir des salles de voguing et des battles de krump, et j'ai été hypnotisé par leur langage corporel. Ces types, qui sont généralement très pauvres, deviennent des stars sur scène une fois par mois dans une salle de bal ou lors d'un combat. ».
La chorégraphe du film, Nina McNeely, est à l'origine de l'idée de faire jouer Sofia Boutella. Les seuls membres du casting ayant une expérience d'actrice étaient Sofia Boutella et Souheila Yacoub ; Boutella était danseuse depuis de nombreuses années, bien qu'elle ait arrêté de danser quelques années auparavant, et elle a accepté de le refaire pour le film. L'un des membres de la distribution était une contorsionniste du Congo dont Noé avait entendu parler lorsqu'il cherchait des danseurs inhabituels, et avec laquelle il était entré en contact avant de le faire venir en France. Un agent a évoqué Yacoub lorsque Noé a demandé une danseuse qui serait « capable de crier et de hurler sur demande [...] Je l'ai rencontrée et nous avons fait un casting rapide pour voir à quel point elle pouvait crier et danser [...] et elle était excellente et je lui ai demandé si elle pouvait commencer dès lundi [...] elle a d'abord cru que je plaisantais ». Il a reconnu que les personnages joués par Boutella et Yacoub « auraient été trop difficiles [pour] quelqu'un qui n'est pas vraiment un acteur, car ils étaient plus compliqués psychologiquement ».

### Tournage
Climax a été tourné en 15 jours dans une école désaffectée de Vitry-sur-Seine. Bien que Noé ait conçu une histoire de base et donné aux acteurs des idées sur la direction que l'histoire et les personnages pourraient prendre, il n'a pas écrit de texte et a laissé les acteurs improviser les dialogues et la plupart des situations devant la caméra ; il n'y a pas eu de répétitions et seuls les prémisses, les traits de personnalité des personnages et la scène de danse du début avaient été planifiés à l'avance. Il a déclaré que lorsque les acteurs lui ont demandé un scénario pour apprendre leur texte, il leur a répondu : « Non, venez sur le plateau et faites ce que vous voulez, je ne vous pousserai jamais à faire quoi que ce soit contre votre gré et si vous avez des idées, dites-les moi ». Noé a donné plusieurs idées aux acteurs, mais les a laissés libres de les suivre ou non : « Je connaissais le point de départ et le point d'arrivée, mais je ne connaissais pas l'entre-deux. Par exemple, au départ, je pensais que le personnage de Sofia Boutella, Selva, finirait avec un garçon, puis j'ai pensé que ce serait peut-être une fille. Lorsque j'ai rencontré la danseuse russe et que j'ai demandé à Sofia si ça la dérangeait de finir avec elle, elle a répondu que ça ne la dérangeait pas... Tout cela était donc assez organique. Ensuite, je ne savais pas comment l'histoire du DJ se terminerait... peut-être qu'il finira avec le jeune danseur... Mais tout a été tourné dans l'ordre chronologique, ce qui laisse la porte ouverte à toute forme de réécriture ». Il a déclaré : « L'ambiance sur le plateau était si joyeuse et amicale. Les gens ne se fatiguaient pas. Je leur ai demandé ce que vous aimeriez faire dans le film ? Comment voulez-vous choquer le public ? Je ne leur demanderais jamais de faire ce qu'ils n'aimeraient pas faire. Dites-moi qui vous voulez embrasser ? Qui voulez-vous frapper ? Qui voulez-vous insulter ? Et je demanderais à l'autre personne : Est-ce que ça te dérange si cette personne veut faire ceci ou cela ? Et bien sûr, la personne réciproque était invitée à [proposer] n'importe quoi ».
Après la scène d'ouverture et les bandes d'audition, l'intrigue du film commence par une longue prise de plus de 12 minutes, dont les cinq premières minutes consistent en une danse entièrement chorégraphiée par les acteurs. La chorégraphie n'avait pas non plus été répétée avant le tournage, les acteurs améliorant la danse et la complétant à chaque prise, avec l'aide de McNeely et du reste de l'équipe. Ils ont finalement filmé seize prises, la quinzième étant celle utilisée dans le film ; Noé a déclaré que les deux dernières prises étaient les seules suffisamment bonnes pour être utilisées,. Une autre longue prise, centrale dans le film, dure plus de 42 minutes, soit près de la moitié de la durée du film ; Noé a déclaré : « Je dirigeais la caméra mais je n'avais aucune idée de la façon dont j'allais cadrer les scènes jusqu'à ce que j'arrive sur le plateau de tournage. Je voulais surtout que la seconde moitié du film soit un plan d'ensemble continu, mais je n'avais aucune idée de la façon dont cela allait se passer »,.
À propos du plan d'ouverture, dans lequel on voit Lou hurler dans la neige et le générique de fin défiler, Noé a déclaré : « Je vois [le film comme] un livre avec un prologue, ou à la fin un épilogue, une bibliographie, ou une note personnelle supplémentaire. Dans le cas de ce film, la première scène exagérée où elle est ensanglantée et pleure dans la neige n'était pas prévue. Il a neigé à Paris pendant deux jours et le deuxième jour, j'ai pensé à profiter de la météo. Nous avons acheté un drone et filmé la fille dans la neige depuis le ciel. Au début, je ne savais pas comment utiliser ces images. Plus tard dans le film, lorsqu'ils ouvrent la porte, j'ai pensé que cela pourrait s'intégrer à la séquence précédente, si nous faisions neiger l'extérieur et donnions l'impression qu'ils étaient enfermés à l'intérieur. J'ai donc acheté des machines à neige pour recréer l'ensemble. Lorsque les gens ont dit qu'il y avait une référence à The Shining, ce n'était pas du tout le cas. J'ai aimé l'idée de me débarrasser du générique de début du film. Je déteste les génériques de fin. J'aime les films des années 40 et 50 qui se terminaient de manière abrupte. Je savais donc comment je voulais terminer le film. J'ai trouvé une icône satanique que je pouvais placer avant le début du film. Comme un présage, que quelque chose allait mal tourner, qu'il allait y avoir un grand drame, que le monde allait devenir l'enfer ».
Il n'y avait pas de fin précise à l'esprit pendant que les acteurs improvisaient. Selon Noé, la seule directive narrative donnée aux acteurs concernant la fin de l'histoire était que « les plus fragiles mourraient à la fin ! Seuls les forts survivent ». Les interviews filmées au début du film n'étaient pas prévues à l'origine, mais le producteur délégué de Noé a suggéré que les acteurs auraient dû parler davantage dans le film, et a eu l'idée de les interviewer pour une éventuelle séquence supplémentaire à intégrer dans le communiqué de presse pour la sortie du film ; elles ont finalement été ajoutées au film. Ces scènes ont également été complètement improvisées.
Alors qu'il avait déjà mis en scène des drogues dans des films précédents, Noé a décidé d'adopter une approche différente dans Climax : « Je ne voulais pas faire d'effets visuels ou sonores pour reproduire le sentiment que l'on éprouve quand on est sous l'emprise de la drogue. J'ai pensé qu'il serait amusant de procéder autrement, de tourner presque comme un documentaire avec de longs plans de coupe, de voir comment les effets de la drogue et de l'alcool sont ressentis, comment ils sont vus de l'extérieur. Comme si tout cela se voyait et non pas comme on le ressentait. » Il a également laissé les acteurs libres de faire réagir leurs personnages au LSD de la manière qu'ils préféraient, car les gens peuvent réagir très différemment dans la vie réelle : « Ils étaient tous très impatients de passer à la deuxième partie du tournage, avec les drogues et tout ce qui devient fou. Je leur ai montré toutes ces vidéos : des gens sous LSD, champignons, crack, etc. Ensuite, j'ai demandé à chacun d'eux comment il souhaitait représenter sa propre folie. »,.

### Bande originale
La bande originale du film possède un très grand nombre de références musicales allant de Giorgio Moroder à Daft Punk, en passant par Aphex Twin (la musique du trailer étant Supernature de Cerrone, la musique utilisée lors de la scène de chorégraphie, au début du film).
De nombreux extraits musicaux sont inclus dans le film :
- Supernature de Cerrone.
- Born to Be Alive de Patrick Hernandez.
- Pump Up the Volume des MARRS.
- French Kiss (en) de Lil' Louis.
- Superior Race de Dopplereffekt.
- Solidit de Chris Carter.
- Dickmatized de Kiddy Smile.
- What To Do et Sangria de Thomas Bangalter.
- Voices de Neon.
- The World's de Suburban Knight.
- Windowlicker de Aphex Twin.
- Electron de Wild Planet.
- Tainted Love et Where Did Our Love Go[réf. nécessaire] de Soft Cell.
- Utopia Me Giorgio de Giorgio Moroder.
- Angie de Thibaut Barbillon.
- Mad de CoH.
- Trois Gymnopédies (Erik Satie) par Gary Numan.
- Rollin' and Scratchin' de Daft Punk.

## Accueil

### Sortie
Le film est annoncé sous le nom Psyché par le site web non officiel Le temps détruit tout le 23 février 2018. Attendu en sélection officielle ou en séance de minuit pour le Festival de Cannes, ce sera l'annonce surprise de la Quinzaine des réalisateurs.
En avril, le logo du film est dévoilé. Il montre le titre du film entouré d'un cadre, le tout colorié des couleurs du drapeau français (en référence au drapeau affiché au mur de la salle de danse, dans le film).
Le film a été présenté en avant-première le 13 mai 2018 au Festival de Cannes, dans la section Quinzaine des réalisateurs, où il a remporté le Prix du cinéma d'art,,.
Le film est sorti en France le 19 septembre 2018 par Wild Bunch Distribution, en Suisse romande à la même date par Xenix Filmdistribution et en Belgique le 21 novembre 2018 par O'Brother Distribution. Il est sorti au Royaume-Uni le 21 septembre 2018 par Arrow Films, et aux États-Unis le 1er mars 2019 par A24,,,.

### Promotion
Lors de la première au Festival de Cannes, le matériel promotionnel du film abordait avec humour les réactions polaires et les controverses entourant les films précédents de Noé, en déclarant : « Vous avez méprisé Seul contre tous, détesté Irréversible, exécré Enter the Void, maudit Love, venez célébrer Climax ». Un stock limité de 100 copies VHS du film a été vendu par A24.

### Accueil critique
Lors de la sortie du film en France, le site Allociné recense une moyenne des critiques presse de 3,6/5.
Sur le site web Rotten Tomatoes, le film obtient un taux d'approbation de 69 % sur la base de 186 critiques, avec une note moyenne de 6,9/10. Le consensus critique du site est le suivant : « À la fois stimulant et gratifiant, Climax montre le réalisateur Gaspar Noé au sommet de son art, à la fois brillant sur le plan technique et distinctif sur le plan visuel ».
Sur Metacritic, le film obtient une note moyenne pondérée de 67 sur 100 sur la base de 37 critiques, ce qui indique des « critiques généralement favorables ».
Dans une critique positive, Joseph Walsh de Time Out a déclaré : « Inventive et séduisante, cette pièce de chambre infernale ne manquera pas de diviser l'opinion. La caméra plonge dans le chaos, mêlant le théâtre physique à une palette de rouges diaboliques et de verts impudiques, le tout accompagné d'une techno lancinante. En partie musical, en partie traité politique, et avec plus qu'un clin d'œil à la Divine Comédie de Dante, Noé est à son plus décadent et diabolique ». Hau Chu du Washington Post a également donné une critique positive, déclarant que« Noé a réalisé ce qui pourrait être son film le plus accessible et, oui, le plus tendre à ce jour, taquinant l'idée d'une félicité céleste - avant de se diriger directement vers l'enfer ».
Ray Pride de Newcity (en) en a fait une critique très positive, déclarant : « Climax est un mélange grossier, raffiné, gyroscopique, précipité... de paradis et d'enfer [avec] un numéro de danse bravache avec une gamme ravissante de corps dans des orchestrations de mouvements sensuels et la caméra brandissant sa mobilité somptueuse pendant de longs moments ». Richard Roeper, dans le Chicago Sun-Times, a été moins positif : bien qu'il ait fait l'éloge des différentes scènes de danse, les qualifiant de « symphonie de bras, de jambes et de torses, saisissante, belle, dangereusement aventureuse, débordant d'originalité, de sexualité et d'une physicalité presque violente, le tout sur un rythme hip-hop implacable et apparemment sans fin. ». Il critique les dialogues et les scènes d'horreur, estimant que le film « se transforme en un cirque malsain d'atrocités », qui « est tout aussi souvent plus ennuyeux et plus attentif que dramatiquement efficace, et le scénario de plus en plus absurde. Hélas, à l'exception notable de l'empathique Boutella, la distribution de Climax se compose essentiellement de danseurs qui ne sont pas des acteurs. Et en tant qu'acteurs, ce sont de très bons danseurs. ».
Scott Craven, de l'Arizona Republic, a critiqué le film, lui attribuant une note de 1 sur 5 et déclarant : « Climax est en fait deux films, l'un dans lequel vous traînez dans une fête avec de jeunes danseurs aussi fatigants que flexibles, et l'autre avec le même groupe sous acide. Aucun des deux n'est le moins du monde intéressant. [...] Gaspar Noé se moque de ce que vous pensez. Il fait des films pour provoquer, sinon pour inspirer l'agacement, voire la haine. Lorsqu'une mère enferme son jeune fils dans un placard électrique (à l'intérieur se trouve un panneau de circuit menaçant qui, s'il était animé, avalerait l'enfant tout entier), même ceux qui n'ont pas d'enfants s'effondrent lorsque le garçon crie à l'aide. Noé se moque de votre malaise. ». Il conclut en disant : « Vous devez juste déterminer si c'est un voyage que vous voulez faire »
Pour Guillemette Odicino de Télérama, « Fasciné par les pulsions juvéniles de vie et de mort, le cinéaste signe un ovni romantico-gore stupéfiant. [...] ce huis clos aussi ébouriffant que traumatisant pourrait bien être le meilleur film de Gaspar Noé. ». Pour Thomas Sotinel du Monde, « En portant un regard, sinon lucide, du moins non intoxiqué, sur Climax, on retrouvera la virtuosité naturelle de Noé, qui sait faire glisser la caméra d'espace en espace, comme si elle était un organisme vivant, qui sait tout exiger de ses comédiens (y compris n'importe quoi), et la vacuité dans laquelle ce talent se meut. ».
Pour Marcos Uzal de Libération, « Dans ce préambule, tout est d'emblée dit de ce que le film offrira d’abord de réussi — une attention assez nouvelle de Noé envers ses acteurs —, puis de ce qui rapidement le gâchera : le poids pachydermique des références et des intentions. [...] La prétendue radicalité de Noé consistant finalement à enlever toute émotion et enjeu à son film pour le réduire à un dispositif scénique répétitif doublé d'une gageure technique vite lassante. ». Pour Nicolas Schaller de L'Obs, « Formaliste virtuose mais provocateur de plus en plus stérile, le réalisateur d'Irréversible tourne en rond, comme sa caméra. Son cinéma a été tripant, dérangeant ; dans ce huis clos horrifiant aux airs de mauvaise performance artistique, il n'est plus qu'agitation vaine et puérile. ».
Il obtient la note de 6,8/10 sur le site SensCritique, d'après plus 12 000 avis.
En ce qui concerne l'accueil globalement positif réservé à Climax, contrairement à la plupart de ses films qui étaient plus polémiques ou controversés, Noé a déclaré sur le ton de la plaisanterie :« Je dois faire quelque chose de mal. Il faut que je prenne de longues vacances et que je repense ma carrière » : « Même mon père me dit que c'est son film préféré, et beaucoup de réalisateurs m'ont dit que c'était mon meilleur film. Je n'ai jamais travaillé aussi peu sur quelque chose et je n'ai jamais été autant félicité ».

### Box-office
Climax a rapporté 817 339 dollars aux États-Unis et au Canada, et 878 930 dollars dans les autres territoires (dont 292 142 en France avec 60 262 entrées), pour un total mondial de 1,7 million de dollars, avec un budget de production de 2,9 millions de dollars.

## Distinctions

### Récompenses
- Festival international du film fantastique de Neuchâtel 2018 : Prix H. R. Giger Narcisse du meilleur film et Méliès d'argent du meilleur long métrage européen[40].
- Festival international du film fantastique de Catalogne 2018 : Prix du meilleur film[41].
- Quinzaine des réalisateurs de Cannes 2018[42] : Art Cinema Award, remis par la Confédération internationale des cinémas d'art et d'essai (CICAE)[43].

### Sélections
- L'Étrange Festival 2018 : sélection en section Mondovision.
- Festival européen du film fantastique de Strasbourg 2018 : sélection en section Compétition fantastique.